# 西卡珀尔恩
西卡珀尔恩是德国北莱茵-威斯特法伦州的一个市镇。总面积85.78平方公里，总人口11139人，其中男性5497人，女性5642人（2011年12月31日），人口密度130人/平方公里。